# Secret Message
《祕密訊息》於2015年11月2日起在每周一、周三、周五於LINE TV網絡播出播出 ,由崔勝鉉、上野樹里主演，關於過著不同的生活的韓國男人與日本女人的故事，他們在從未見過對方的情況下相遇、相知、相愛，克服了彼此的傷痛，再次勇敢去愛，是由LINE TV與韓國CJ娛樂公司與日本AMUSE INC.(上野樹里所屬經紀公司)聯手打造企劃的精緻網路偶像劇

## 演員列表

### 主演人物
| 演員     | 角色 | 介紹                                                                                         |
| 崔勝鉉   | 宇賢 | 導演，為了完成他第一部關於「為什麼人類要愛？」的紀錄片，拜訪了他在日本經營民宿的韓國朋友成俊 |
| 上野樹里 | 遥香 | 為了療傷而來到韓國，參加表演受訓班與崔強是夥伴關係，害怕相機鏡頭                             |

### 其他角色
| 演員     | 角色     | 介紹                                                     |
| 金康鉉   | 成俊     | 宇賢的朋友，喜歡麻里子                                   |
| 福田沙紀 | 麻里子   | 原本喜歡宇賢，後來被成俊感動而和他交往                   |
| 劉寅娜   | Amy      | 遙香表演受訓班的同學，與李載秀是夥伴關係，喜歡李載秀     |
| 李載允   | 李載秀   | 遙香表演受訓班的同學，與amy是夥伴關係                    |
| 申原昊   | 崔強     | 遙香表演受訓班的同學，與遥香是夥伴關係，跟遙香告白被拒絕 |
| 鄭柔美   | 智秀     | 宇賢的前女友                                             |
| 賀來賢人 | 春流     | 遙香的前男友，死於車禍                                   |
| 小出惠介 | 手機小偷 | 拍攝紀錄片時，偷走了宇賢的手機                           |

## 外部連結
- 官方网站
- 시크릿 메세지，Daum